# Sos de Pèrgam
Sos de Pèrgam (en llatí Sosus, en grec antic Σῶσος era un artista de Pèrgam que treballava els mosaics i que segons Plini va ser el més cèlebre de tots els que van practicar aquest art.
Va fer un paviment d'una habitació a Pèrgam de gran importància artística, on va imitar, amb còdols poc acolorits, el terra d'un menjador sense escombrar després d'un banquet que van anomenar ἀσάρωτος οῖκος (casa desendreçada), on estaven perfectament representades les restes de l'àpat que havien caigut, i on s'hi veia un recipient anomenat crater ple d'aigua on bevia un colom, i l'aigua reflectia el seu cap, amb altres coloms a la vora.
Una còpia imperfecta del mateix mosaic es va trobar a la vil·la Adriana a Tívoli el 1737 i una còpia molt millor a Nàpols el 1833. No se sap la seva època ni l'origen de Sos, però va viure després del període alexandrí quan la pintura va començar a declinar i l'art va esdevenir un element únicament de luxe, i quan els petits detalls es valoraven molt més que qualsevol altra qualitat.